# 食虫沟瘤蛛
食虫沟瘤蛛（学名：Ummeliata insecticeps）为皿蛛科沟瘤蛛属的动物。分布于日本、朝鲜、台湾岛以及中国大陆的河北、黑龙江、吉林、山东、江苏、浙江、安徽、福建、河南、湖北、湖南、广东、陕西、云南、四川等地，其生活环境多样，分布广泛。该物种的模式产地在日本。